# Guntram il Ricco
Guntram il Ricco, in tedesco Guntram der Reiche, in italiano anche Guntrano (... – 950 o 973), dovrebbe essere stato, secondo l'albero genealogico compilato nel 1160 e contenuto negli Acta Murensia, il capostipite della casa d'Asburgo, ma questa ipotesi non trova concordi i genealogisti.

## Biografia
Originario dell'Alsazia, Guntram era conte di Brisgovia e duca di Muri. Si ritiene, sebbene sia incerto, che fosse il nonno di Radbot d'Asburgo, il costruttore del castello di Habsburg, da cui la dinastia prende il nome. Ebbe un figlio chiamato Lanzelin (...-991 o 1007) chiamato anche Landolt o Landolo, Kancelin possibile capostipite degli Asburgo e ipotetico capostipite dei Landolina.
Guntram era il terzo figlio di Ugo I di Nordgau, conte dell'Alsazia settentrionale, e di Ildegarda. Apparteneva alla famiglia alsaziana degli Eberharde di Nordgau, un ramo degli Eticonidi. I suoi domini si trovavano in Alsazia ed in Brisgovia, prima che gli venissero sottratti, assieme al titolo di conte, per alto tradimento ai danni di Ottone I.
Da lui prende il nome il comune di Guntramsdorf, nella Bassa Austria.